# Freydoun Malkom
Principe Freydoun Malkom Khan (فریدون خان ملكم; Londra, 25 dicembre 1875 – Brighton, 4 giugno 1954) è stato uno schermidore persiano.
Fu il primo atleta originario della Persia (poi Iran) a disputare un'Olimpiade, 48 anni avanti alla prima apparizione di una delegazione iraniana ai giochi olimpici.
Partecipò ai giochi della II Olimpiade di Parigi nel 1900 nella gara di spada, dove fu eliminato ai quarti di finale.